# Świeradowiec
Świeradowiec (niem. Victoriahöhe, 1037 m n.p.m.) – szczyt w Górach Izerskich, położony w zachodniej części Wysokiego Grzbietu, na wschodnim zakończeniu Łużca (niektóre mapy podają wysokość 1002, odnosi się ona jednak najprawdopodobniej do punktu o wys. 1001,5 leżącego daleko na wschód od szczytu). Mapa Galileos zaokrągla wysokość 1036,8 do 1036.
Zbudowany ze staropaleozoicznych gnejsów należących do bloku karkonosko-izerskiego, a ściśle do jego północno-zachodniej części - metamorfiku izerskiego.

## Szlaki turystyczne
Na południowy wschód od szczytu przebiegają następujące szlaki:
- Główny Szlak Sudecki Świeradów-Zdrój – Świeradowiec – Izerskie Garby – Szklarska Poręba
- Świeradów–Zdrój – Świeradowiec – Hala Izerska – Szklarska Poręba